# Ponowne zjednoczenie Niemiec
Ponowne zjednoczenie Niemiec (niem. deutsche Wiedervereinigung, w języku traktatowym: Herstellung der Einheit Deutschlands – ustanowienie jedności Niemiec) – termin oznaczający rozciągniecie mocy obowiązującej Ustawy Zasadniczej Republiki Federalnej Niemiec w oparciu o jej art. 23 również na terytoria czterosektorowego Berlina oraz przywróconych krótko wcześniej do życia krajów związkowych rozwiązywanej Niemieckiej Republiki Demokratycznej, uprzednio nią nieobjęte.
W lipcu 1990 roku wszedł w życie układ o unii walutowej. Zjednoczenie Niemiec stało się faktem 3 października 1990 roku na mocy traktatu podpisanego 31 sierpnia 1990, ale jego ratyfikację, dokonaną 20 września, umożliwiło dopiero podpisanie 12 września przez NRD i RFN podczas moskiewskiej konferencji dwa plus cztery układu z mocarstwami okupującymi, który zatwierdzony został później już przez parlament zjednoczonych Niemiec, a wraz z jego wejściem w życie 15 marca 1991 r. państwo to odzyskało pełną suwerenność. W latach 1994–2000 dokonano przenosin siedzib naczelnych organów władzy państwowej do Berlina, a 9 września 1994 r. kraj opuścili ostatni stacjonujący tam żołnierze wojsk rosyjskich.

## Tło historyczne

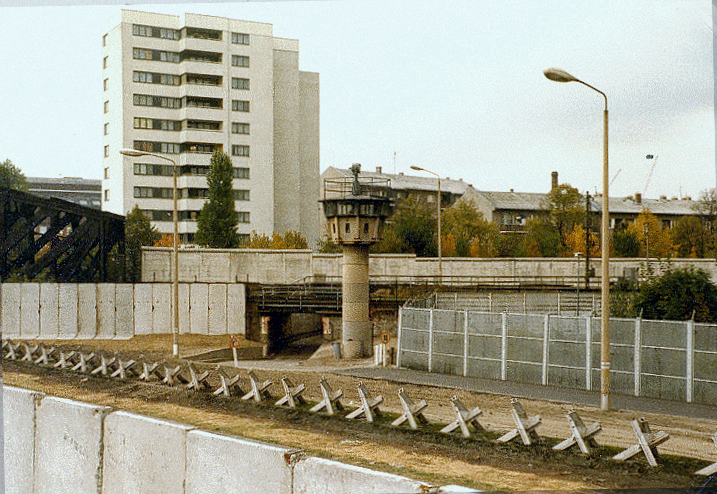
Mur Berliński, rok 1980

Wraz z zakończeniem II wojny światowej Niemcy zostały podzielone na cztery strefy okupacyjne, sama stolica – Berlin również dostała się pod jurysdykcję czterech okupantów: Francji, Wielkiej Brytanii, USA oraz ZSRR. Wraz z rozpoczynającą się zimną wojną w 1949 roku alianci połączyli swoje strefy w jedną, formując w ten sposób Republikę Federalną Niemiec, a Berlin Zachodni ustanawiając obszarem specjalnego administrowania przez aliantów (status wolnego miasta, jednakże silnie związanego gospodarczo i politycznie z RFN), podczas gdy Związek Radziecki utworzył z okupowanej strefy (de facto łącznie ze wschodnią częścią Berlina, co nie zostało uznane przez kraje zachodnie) zależną od siebie Niemiecką Republikę Demokratyczną.
Z propozycją połączenia Niemiec wystąpił Józef Stalin w 1952 roku. Radziecka nota z 10 marca 1952 roku, wysłana do czterech mocarstw, mówiła o zjednoczeniu Niemiec w jedno niepodległe, demokratyczne państwo z własnymi siłami zbrojnymi, lecz o ograniczonej sile. W zamian miała być zwiększona wolność federalna, a granica na Odrze i Nysie niepodważalna. Szczegóły miały zostać ustalone na konferencji z udziałem wszystkich mocarstw zaangażowanych oraz obydwoma rządami podzielonych Niemiec. Pozycja rządu zachodnioniemieckiego była sceptyczna, z uwagi na obawy, że inicjatywa ZSRR to próba destrukcji procesów integracyjnych w Europie Zachodniej.
Rząd Niemiec Zachodnich pod przewodnictwem Konrada Adenauera był zwolennikiem integracji połączonych Niemiec z Zachodem, domagając się wolnych wyborów w nowym państwie, monitorowanych przez obserwatorów międzynarodowych. Na takie warunki Stalin nie chciał przystać.
W wyniku coraz częstszych ucieczek swoich obywateli na zachód, rząd Wschodnich Niemiec w 1961 roku zamknął wszystkie punkty graniczne z RFN i rozpoczął budowę Muru Berlińskiego, co przyczyniło się do coraz większego pogłębiania podziału Niemiec i izolacji NRD.

## Masowy exodus mieszkańców NRD i upadek starego porządku

Zjednoczenie Niemiec, rok 1990

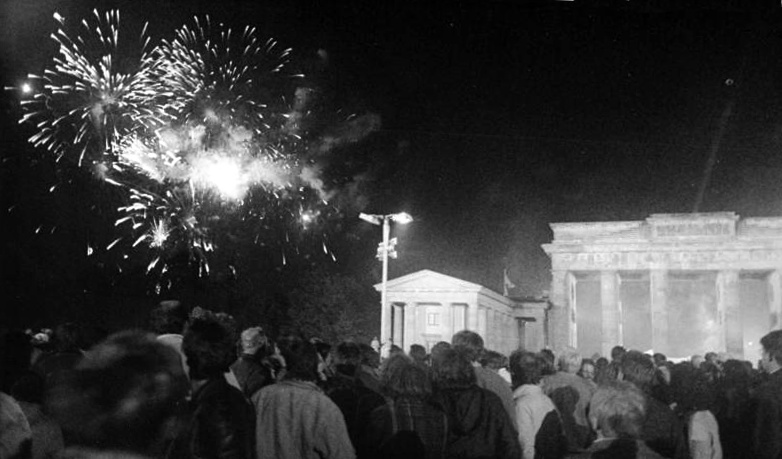
3 października 1990 roku – fajerwerki nad Bramą Brandenburską z okazji przywrócenia jedności Niemiec

W połowie lat 80. XX wieku zjednoczenie obu państw niemieckich wydawało się nierealnym. Na drodze do realizacji tego celu stała zimna wojna dzieląca Europę na dwa wrogie sobie obozy. Zakończenie ery konfrontacji było niemożliwe bez politycznych zmian w ZSRR i bez upadku, narzuconego siłą środkowo-wschodniej Europie, komunizmu.
Wzrost niewydolności gospodarczej i politycznej radzieckiego imperium w drugiej połowie lat 80. wymusił na kierownictwie KPZR wprowadzenie pewnych reform. Przywódca ZSRR Michaił Gorbaczow ogłosił okres tzw. pieriestrojki („przebudowy”). Zmiany polityczne w ZSRR szybko wpłynęły na rozwój wypadków w podporządkowanych mu państwach europejskich. W Polsce, Czechosłowacji, na Węgrzech, jak i w samej NRD odżyły dotychczas brutalnie tłumione ruchy demokratyczne i niepodległościowe.
2 maja 1989 roku władze Węgier usunęły część zasieków na granicy z Austrią, co Niemcy z NRD potraktowali jako okazję do wydostania się z NRD (tym bardziej, że na jesień planowano zaostrzenie przepisów wizowych dotyczących wyjazdów z Niemiec Wschodnich na Węgry). Nie oznaczało to jeszcze całkowitego otwarcia granicy – pogranicznicy węgierscy często nadal łapali uchodźców i odsyłali do NRD lub odpowiednio stemplowali im paszporty; jednocześnie wschodnioniemieckie władze przystąpiły do kontroli swoich obywateli udających się na Węgry.
Od lipca Węgrzy przestali stemplować paszporty (równocześnie Erich Honecker zachorował i aparat państwowy zmniejszył swoje możliwości skutecznego blokowania potencjalnych uciekinierów). W sierpniu średnio 200 obywateli NRD co noc przekraczało granicę węgiersko-austriacką, inni szukali pomocy w ambasadzie RFN w Budapeszcie. 19 sierpnia podczas wielkiego pikniku na granicy węgiersko-austriackiej w okolicach Sopronu 700 Niemców z NRD szturmem przedostało się do Austrii – liczba uciekinierów wyniosła już 6 tys. osób, a dalsze 20 tysięcy przebywało w węgierskich ośrodkach wypoczynkowych i w ambasadzie RFN.
Całkowicie granicę węgiersko-austriacką otwarto w nocy z 10 na 11 września, a w tym czasie inni Niemcy z NRD schronili się w ambasadach RFN w Warszawie i Pradze (w tej ostatniej 3,5 tysiąca osób, mimo iż czechosłowacka służba bezpieczeństwa i agenci Stasi robili wszystko, aby nie wpuszczać kolejnych osób do środka), gdzie otrzymywali dokumenty uprawniające ich do wjazdu i osiedlenia się w RFN (prawo RFN w kwestii jednolitości Niemiec przyznawało swoje obywatelstwo każdemu obywatelowi NRD, który znalazł się na terenie Republiki Federalnej, w tym też np. w ambasadzie czy konsulacie RFN). Problemem nadal było opuszczenie socjalistycznej jeszcze Czechosłowacji i przedostanie się do RFN, tymczasem warunki bytowe w przepełnionych ambasadach pogarszały się z dnia na dzień. Ostatecznie 30 września władze NRD zgodziły się na podstawienie specjalnych „pociągów wolności”, które wywiozły dawnych obywateli NRD do RFN poprzez własne terytorium. W kilku NRD-owskich miejscowościach ludzie szturmowali dworce, aby dostać się do pociągów – doszło do starć z policją ludową, która starała się do tego nie dopuścić.
W NRD rozpoczęły się masowe demonstracje przeciwko rządom Ericha Honeckera (który po powrocie do zdrowia ponownie wziął w swoje ręce ster państwa) zwane demonstracjami poniedziałkowymi, organizowane przez powstające ugrupowania opozycyjne. Podczas obchodów 40-lecia NRD, 7 października, doszło we wschodnim Berlinie do wystąpień, stłumionych przez policję i służbę bezpieczeństwa. Dwa dni później protesty ogarnęły cały kraj, a w Lipsku demonstrowało 70 tysięcy osób. Tym razem polecenie stłumienia wystąpień wszelkimi środkami (łącznie z użyciem broni), jakie nadeszło z Berlina, nie zostało wykonane przez miejscowe władze. W kolejnych dniach napięcie nie opadało. Wobec wydarzeń w Europie i ZSRR (tzw. Jesień Ludów) oraz po utracie poparcia w samym Komitecie Centralnym SED, Erich Honecker 18 października zagroził dymisją, która (prawdopodobnie wbrew jego planom), została przyjęta. Nowym sekretarzem został Egon Krenz – do tej pory prezentujący stanowisko konserwatywne, jednak zadeklarował chęć rozmów z opozycją.
Demonstracje jednak nie ustały – 4 listopada ulicami Berlina przeszło milion osób, żądając bardziej radykalnych zmian politycznych. Początkowo władze ogłosiły amnestię, zgodziły się też m.in. na wyjazdy do Czechosłowacji bez konieczności posiadania wiz, co oznaczało przyzwolenie na „okrężną emigrację”. Wobec braku uspokojenia nastrojów społecznych 7 listopada ustąpił rząd Willy’ego Stopha, a w nowym ze starego składu znaleźli się tylko Egon Krenz oraz Günter Schabowski; nowym premierem został Hans Modrow, uznawany za liberała. Od początku roku do tego momentu z NRD wyemigrowało łącznie około 200 tysięcy osób.
Ostatecznie nowy rząd 9 listopada 1989 roku zniósł, nie do końca zamierzenie, ograniczenia w podróżowaniu do RFN. Na wieść o nowych przepisach obywatele NRD natychmiast i masowo ruszyli na granicę. Służby graniczne nie potrafiąc zapanować nad rozwojem sytuacji zdecydowały się ustąpić. Granica stanęła otworem, zaś Niemcy z obu państw jeszcze tej samej nocy przystąpili do spontanicznego burzenia znienawidzonego Muru Berlińskiego.

## Koniec podziału

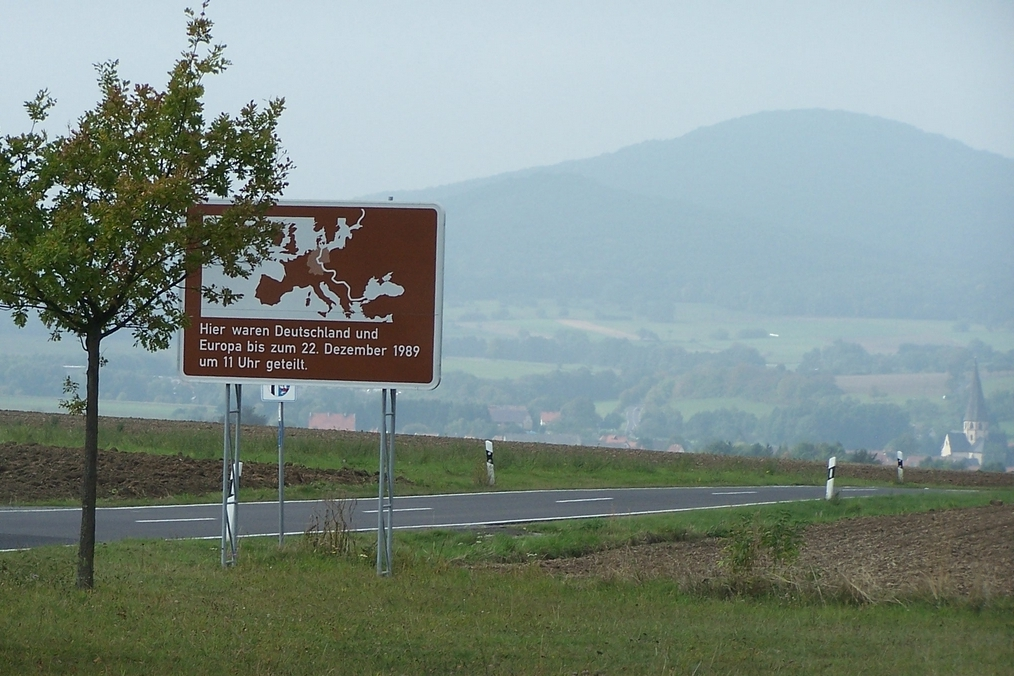
Tablica pamiątkowa w miejscu dawnej granicy

W owym czasie zjednoczenie obu państw nie było jeszcze wcale brane za pewnik – w NRD, mimo częściowego otwarcia granic, nie ustawały protesty (zwłaszcza w Lipsku). Niechęć do starego aparatczyka, jakim był Krenz, pogłębiał gwałtowny spadek wartości marki wschodnioniemieckiej. Dopiero 1 grudnia zniesiono ustawową kierowniczą rolę Socjalistycznej Partii Jedności Niemiec (SED), a od tego momentu większy zapał zaczęły przejawiać „partie sojusznicze” w Izbie Ludowej (niem. Volkskammer). Spokojniej zrobiło się po zapowiedzi likwidacji Stasi – do tej pory kilkukrotnie dochodziło do ataków na jej placówki i funkcjonariuszy (15 stycznia tłum wdarł się do centrali Stasi w Berlinie). Rezultatem spotkań okrągłego stołu między rządem a opozycją była zapowiedź przeprowadzenia w maju 1990 wolnych wyborów, które ostatecznie przyśpieszono na 18 marca. SED na swoim ostatnim, nadzwyczajnym zjeździe w grudniu 1989 roku zmieniła nazwę na Partia Demokratycznego Socjalizmu (PDS), nie uchroniło jej to jednak od porażki – wolne wybory wygrała Unia Chrześcijańsko-Demokratyczna (CDU).
28 listopada 1989 roku kanclerz RFN Helmut Kohl ogłosił dziesięciopunktowy plan zjednoczenia, w grudniu odwiedził Drezno. W lutym roku 1990 odbyło się wspólne posiedzenie rządów obu państw niemieckich, a w lipcu tego samego roku wszedł w życie układ o unii walutowej. Po podjęciu decyzji o przeprowadzeniu zjednoczenia w oparciu o procedurę przewidzianą w art. 23 ustawy zasadniczej, polegającą na rozciągnięciu jej mocy obowiązującej na „inne części Niemiec, po ich przystąpieniu”, przywrócono do życia 23 sierpnia 1990 r. kraje związkowe NRD, a 31 sierpnia 1990 roku minister spraw wewnętrznych RFN Wolfgang Schäuble i parlamentarny sekretarz stanu NRD Günther Krause podpisali w berlińskim pałacu Następców Tronu (niem. Kronprinzenpalais) traktat pomiędzy RFN a NRD o ustanowieniu jedności Niemiec (niem. Vertrag zwischen der Bundesrepublik Deutschland und der Deutschen Demokratischen Republik über die Herstellung der Einheit Deutschlands). Następnie 12 września 1990 roku na konferencji dwa plus cztery w Moskwie uregulowano sprawy zagraniczne i kształt granic przyszłego państwa, dając zielone światło dla ratyfikowania traktatu zjednoczeniowego przez parlamenty obu państw niemieckich 20 września 1990 roku, a 2 października 1990 zebrała się po raz ostatni Sojusznicza Rada Kontroli Niemiec, uchwalając zgodę na włączenie do zjednoczonych Niemiec także Berlina jako jego stolicy, w wyniku czego kraje związkowe NRD 3 października 1990 roku przystąpiły do RFN wraz z czterema sektorami Berlina, który stał się kolejnym krajem związkowym oraz de iure stolicą państwa. Dzień ten jest uznawany za oficjalną datę zjednoczenia Niemiec i obchodzony jest jako święto państwowe – Dzień Jedności Niemiec. Wraz z wejściem w życie traktatu 2+4 w dniu 15 marca 1991 r., zjednoczone Niemcy odzyskały pełną suwerenność. 10 marca 1994 r. pierwsze naczelne organy władzy przeniosły swoje siedziby do Berlina, przy czym przenosiny władz federalnych ukończono w 2000 r. – Bonn zachowało status Bundesstadt (miasta federalnego), pozostającego siedzibą kilku ministerstw. 9 września 1994 r. terytorium Niemiec opuścili ostatni stacjonujący tam żołnierze wojsk rosyjskich.
Ekonomiczną ceną zjednoczenia było prawie 250 miliardów euro, jakie rząd federalny przekazał do 2009 roku wschodnim krajom związkowym w celu dostosowania wschodnioniemieckiej gospodarki i infrastruktury do poziomu zachodnich krajów związkowych (m.in. w formie podatku solidarnościowego). Cena społeczna to duża liczba (według sondaży tygodnika „Der Spiegel” jest to 30%) mieszkańców byłej NRD, którzy uważają się za ofiary procesu zjednoczeniowego.